# Lu (Włochy)
Lu – miejscowość i gmina we Włoszech, w regionie Piemont, w prowincji Alessandria.
Według danych na styczeń 2010 gminę zamieszkiwało 1186 osób przy gęstości zaludnienia 54,6 os./1 km².